# The Thin Ice
"The Thin Ice" je pjesma engleskog progresiv rock sastava Pink Floyd. Objavljena je u albumu The Wall 1979. godine.

## Kompozicija
U prvih nekoliko sekundi pjesme čuje se plač bebe (preneseno iz prethodne pjesme). Nakon toga ide dio u kojem David Gilmour pjeva svoj dio; nježanj i blag, što nakon minute pjesme završava i Roger Waters započima svoj, cinični i sarkastični dio pjevanja, što prethodi dugom i glasnijom solo dionicom Gilmoura na gitari.

## Radnja
I "The Thin Ice" nam govori dio priče koju priča Pink. Pjesma govori o prvih nekoliko godina Pinkova života, prije nego on odraste dovoljno da shvati što se dogodilo njegovu ocu. "The Thin Ice" predstavlja krhak i lomljiv dio u ljudskom životu prije nego što je čovjek dovoljno sposoban da razumije što se događa u svijetu oko njega.
Nadalje, riječi iz pjesme: “Dragging behind you the silent reproach / Of a million tear-stained eyes” daju gorku metaforu na psihološke i/ili duhovne posljedice koje mogu biti prouzrokovane ratom, ne samo na one koji su pretrpjeli rat, nego i na generacije djece koja su ostavljena da sama pretrpe bol koju rat prouzrokuje.

## Film
U filmu, za vrijeme ove pjesme, možemo vidjeti tisuće ljudi u ratu, ranjene ili mrtve. Zatim, sljedeća scena prikazuje Pinka kako pati zbog smrti svoga oca ležeći u bazenu punom krvi.

## Zahvale
- David Gilmour - vokal u prvoj strofi, gitara, klavijature
- Nick Mason - bubnjevi
- Roger Waters - vokal u drugoj strofi, bas-gitara
- Richard Wright - klavir, orgulje